# Rhopalopsole smithae
Rhopalopsole smithae är en bäcksländeart som först beskrevs av Nelson, C.H. och Paul E. Hanson 1973.  Rhopalopsole smithae ingår i släktet Rhopalopsole och familjen smalbäcksländor. Inga underarter finns listade i Catalogue of Life.